# Cantiga
La cantiga o cántiga (cantica, cantar) è il genere tipico della poesia medievale galiziano-portoghese (secolo XII-XIV).
Ci sono pervenute oltre 400 cantigas dalle Cantigas de Santa Maria, canzoni che narrano dei miracoli o inni in lode della Santa Vergine. Ci sono quasi 1700 cantigas secolari ma la notazione musicale è sopravvissuta in pochissime: sei cantigas de amigo di Martín Codax e sette cantigas de amor di Dionigi del Portogallo.

## Caratteristiche
Le cantigas sono poesie il cui testo e la cui musica erano composti dai trovatori ed erano cantate [monofonicamente] e suonate dal giullare o menestrello, che a volte era anche trovatore.
Le cantigas galiziano-portoghesi venivano raccolte nei cosiddetti cancioneiros (canzonieri), che comprendevano un gran numero di trovas. Si conoscono tre canzonieri: Canzoniere di Ajuda, Canzoniere della Biblioteca Nazionale di Lisbona e Canzoniere della Biblioteca Vaticana.
La cantiga più antica che si conosca è la "Cantiga da Ribeiriña", detta anche "Cantiga da Garvaia", composta da Paio Soares de Taveirós probabilmente nell'anno 1189 (o 1198; esistono comunque dubbi sulla datazione).
Attualmente la cantiga viene considerata una composizione in versi destinata ad essere cantata e alla quale si aggiunge musica. Le cantigas sono tipiche della musica tradizionale galiziana, conosciute anche come coplas.

## Tipi di cantigas

### Metrica
Dal punto di vista metrico possono distinguersi due tipi di cantigas:
- Cantiga de refrao: di solito ha quattro strofe con schema metrico ABBACCA, ABBACCB, ABABCCA, ABABCCB. È presente il ritornello. Si utilizza soprattutto nelle cantigas de escarnio e nelle cantigas de amigo.
- Cantiga de maestría: di origine popolare, il suo elemento caratteristico è l'assenza di ritornello. È frequente soprattutto nelle cantigas de amor.

Entrambi i tipi di cantigas hanno in comune il tipo di verso utilizzato (ottosillabi o decasillabi, in genere) e l'uso della rima consonante. Entrambi fanno spesso uso del parallelismo.

### Tematica
In quanto alla sua tematica, la cantiga si distingue in:
- Cantigas de amor: un trovatore si rivolge alla sua amata. È il genere più vicino alla poesia provenzale.
- Cantigas de amigo: una donna innamorata si lamenta dell'assenza del suo amato, lontano da lei perché impegnato in guerra oppure infedele.
- Cantigas de escarnho: il poeta si "accanisce" contro un particolare nemico e anche verso la società nel suo complesso in maniera indiretta, impiegando doppi sensi, ironia, ecc.
- Cantigas de maldizer (maldicenza): si differenziano dalle precedenti in quanto il poeta non utilizza parole in senso figurato, bensì si esprime apertamente tramite insulti.

Altri generi minori sono la cantiga de vilãos e la cantiga de seguir.

## Fonti
- (PT)  Rip Cohen, 500 Cantigas d'Amigo, edição crítica/critical edition, Porto, Campo das Letras, 2003.
- (PT)  Giulia Lanciani e Giuseppe Tavani (a cura di), Dicionário da Literatura Medieval Galega e Portuguesa, Lisbona, Caminho, 1993.
- (PT)  Manuel Pedro Ferreira. O Som de Martin Codax. Sobre a dimensão musical da lírica galego-portuguesa (secolo XII-XIV), Lisbona, UNISYS/ Imprensa Nacional - Casa de Moeda, 1986.
- (PT)  Manuel Pedro Ferreira, Cantus Coronatus: 7 Cantigas d'El Rei Dom Dinis. Kassel: Reichenberger, 2005.
- (PT)  Manuel Rodrigues Lapa, Cantigas d'escarnho e de mal dizer dos cancioneiros medievais galego-portugueses, edição crítica, 2ª ed. Vigo, Editorial Galaxia, 1970.
- (PT)  Walter Mettmann, Afonso X, o Sabio. Cantigas de Santa Maria. 4 vols.  Coimbra: Por ordem da Universidade, 1959-72 (rpt. Vigo: Ediçóns Xerais de Galicia, 1981).
- (PT)  Carolina Michaëlis de Vasconcellos, Cancioneiro da Ajuda, edição critica e commentada, 2 voll., Halle a.S., Max Niemeyer, 1904 (rpt. con Michaëlis 1920, Lisbona: Imprensa Nacional - Casa de Moeda, 1990).
- (PT)  Carolina Michaëlis de Vasconcellos, “Glossário do Cancioneiro da Ajuda”, in Revista Lusitana, 1920, n. 23. pagg. 1-95.
- (PT)  José Joaquim Nunes, Cantigas d'amor dos trovadores galego-portugueses, Edição crítica acompanhada de introdução, comentário, variantes, e glossário, Coimbra, Imprensa da Universidade, 1932 (rpt. Lisbona: Centro do Livro Brasileiro, 1972).
- (EN)  Jack Sage, "Cantiga", in L. Macy (a cura di), Grove Music Online (accesso tramite sottoscrizione).[2]
- (PT)  Giuseppe Tavani, Trovadores e Jograis: Introdução à poesia medieval galego-portuguesa, Lisbona, Caminho, 2002.